# محيض (ريمة)

تعديل مصدري - تعديل

قرية محيض

هي إحدى قرى عزلة بكال الواقعة ضمن مديرية مزهر التابعة لمحافظة ريمة، بلغ تعداد سكانها (1050) نسمة حسب تعداد اليمن لعام 2004.

## المحلات التابعة للقرية
- الساحة
- الصافحة
- العشة
- النسبة
- العرش
- الحفر
- الكداكد
- العصمة
- دبن علي
- المخروف
- النقيل
- الكدحه
- الحصن

## روابط خارجية
- الدليل الشامــل